# MyFreeCams.com
MyFreeCams.com（簡稱MFC）是一個色情網站。該網站主要提供模特兒透過視訊來直播表演，其內容多為有著裸體和性行為性質的脫衣舞、下流話、自慰和性玩具的表演。

## 歷史
MyFreeCams於2004年推出，直到2010年被XBIZ公司稱為「全球最大的成人視訊社區之一」。據報導，該網站擁有超過10萬名模特兒和500萬多名會員。在CNBC的報導指出，該網站上的模特兒能在每個月賺進7.5萬美元到10萬美元間的錢；其中，有許多的視訊模特兒早已是名職業的色情演員。2014年，據報導，MyFreeCams是網路上訪問量最高的三百四十四個網站之一；和許多視訊網站一樣，MyFreeCams擁有大量的羅馬尼亞、哥倫比亞、捷克、菲律賓、烏克蘭和俄羅斯的表演者，但和其他網站相比，在MyFreeCams上的美國表演者則較多。
2011年、2012年和2013年，XBIZ連續三年將年度Live Cam網站獎被頒發給MyFreeCams。它還被XBIZ評為2011年度產業新聞人物的前五十名之一。2014年，MyFreeCams在第31屆AVN獎上獲得了AVN獎最佳直播網站。

## 概念
MyFreeCams的表演者以業餘視訊模特兒、素人女性等所組成，她們皆利用此平台來賺錢。該網站的用戶可以透過購買虛擬代幣來付給表演者小費或觀看須付費性質的私人秀，且也能利用輸入欄來與實時聊天。此外，用戶和表演者能透過發送私人訊息和電子郵件來與對方進行更進一步的交流。
該網站對於視訊模特兒們的活動施加了一些限制。如於2015年2月，在俄勒岡州立大學的一間公共圖書館裡，一名表演者在當中使用MyFreeCams進行視訊表演，該名表演者除了被判輕罪外，還因違反不得在公共場所拍攝的規定而遭MyFreeCams封禁。雖然沒有警方提出指控，但該網站仍在三個月內禁止了在溫莎公共圖書館從事類似活動的表演者。

## 另見
- 網路聊天室
- 聊天網站列表（英语：List of chat websites）

## 外部連結
- 官方网站